# Rhossili Down

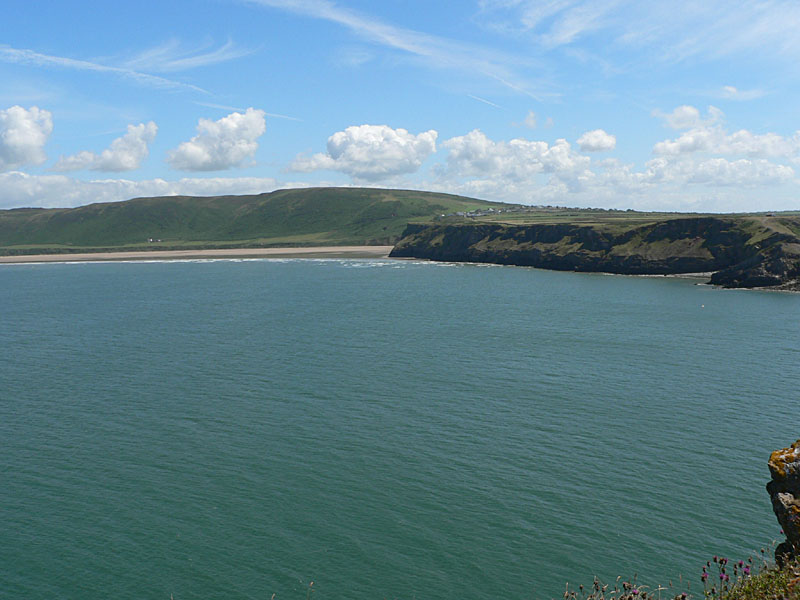
Rhossili Down und Rhossili, Gower, Gower

Rhossili Down ist eine etwa 4 Kilometer lange Hügelkette westlich des Ortes Rhossili auf der südwalisischen Halbinsel Gower. The Beacon als Bestandteil von Rhossili Down ist mit 193 m ASL die höchste Erhebung auf Gower. Bei gutem Wetter und klarer Sicht hat man von Rhossili Down einen Überblick über Gower insgesamt und bis in die Black Mountains nordöstlich von Cardiff hinein. Auf Rhossili Down finden sich Überreste einer Geschützanlage aus dem Zweiten Weltkrieg, von der noch die Betonfundamente übrig sind. Eine Schautafel erklärt Details der ehemaligen Anlage.
Rhossili Down ist ebenso ein beliebter Startpunkt für Drachenflieger und Paraglider (siehe auch englische Version zu Rhossili).

## Touristische Bedeutung
Rhossili Down ist ein beliebtes Wandergebiet, ausgeschilderte Wanderwege führen von dort bis an die Mündung des River Loughor in nordwestliche Richtung, in östliche Richtung bis Oxwich und darüber hinaus. Es gibt eine Station des National Trust.